# Maison de santé du riez de Canteleu

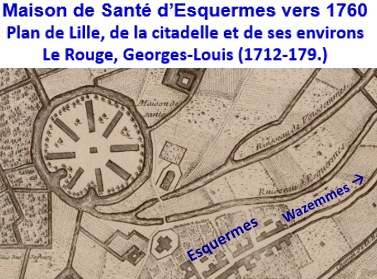
Maison de Santé du riez de Canteleu sur carte du XVIIIe siècle

La maison de santé du riez de Canteleu était un établissement de confinement construit  vers 1624- 1625 près du village d’Esquermes après l’épidémie de peste de 1624 à 1628 qui a frappé Lille après plusieurs autres, particulièrement celle de 1617 qui aurait causé 8 000 morts d’après les Jésuites, l’accueil de pestiférés dans l’hospice Comtesse ayant développé la contagion.
Cet établissement destiné à éloigner de la ville ses habitants infectés, était une agglomération formée de 200 pavillons « hobettes» disposés en étoile abritant 500 pestiférés  avec chapelle, médecins, nourrices pour les enfants.
La maison de santé était établie sur un « riez » (c’est-à-dire une friche ) en bordure des terrains marécageux qui s’étendaient entre les multiples bras de l’Arbonnoise à l’est du village d’Esquermes, précisément à l’emplacement de l’actuelle impasse Saint-Joseph qui donne sur la rue de Canteleu et de la rue de la Concorde qui la prolonge.
La peste ayant disparu dans la région au XVIIIe siècle, la Maison de Santé devient après 1735 un hospice pour enfants abandonnés puis est vendue en 1791. Une filature de coton y est installée au début du XIXe siècle. Après  la fermeture de cette usine, la  société Saint-Joseph, cercle de loisirs (jeux de boules, de cartes, ballon arbalète etc.) s’y établit.
Des maisons ouvrières sont  construites à partir de 1866 sur ce terrain après dissolution du cercle, au bord de l’impasse Saint-Joseph dont le nom évoque l’ancienne société de loisirs (cité Darras, cité Menu). Des bâtiments de l’ancienne Maison de Santé étaient encore apparents sur les cartes et plans du  XIXe siècle jusqu’en 1876. Il n’en reste plus aucun vestige.

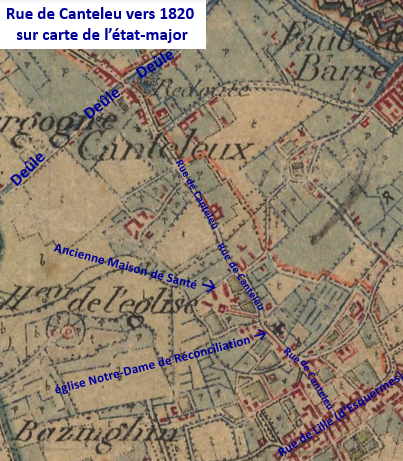
vestige de l’ancienne Maison de Santé vers 1820 sur carte de l’Etat-Major
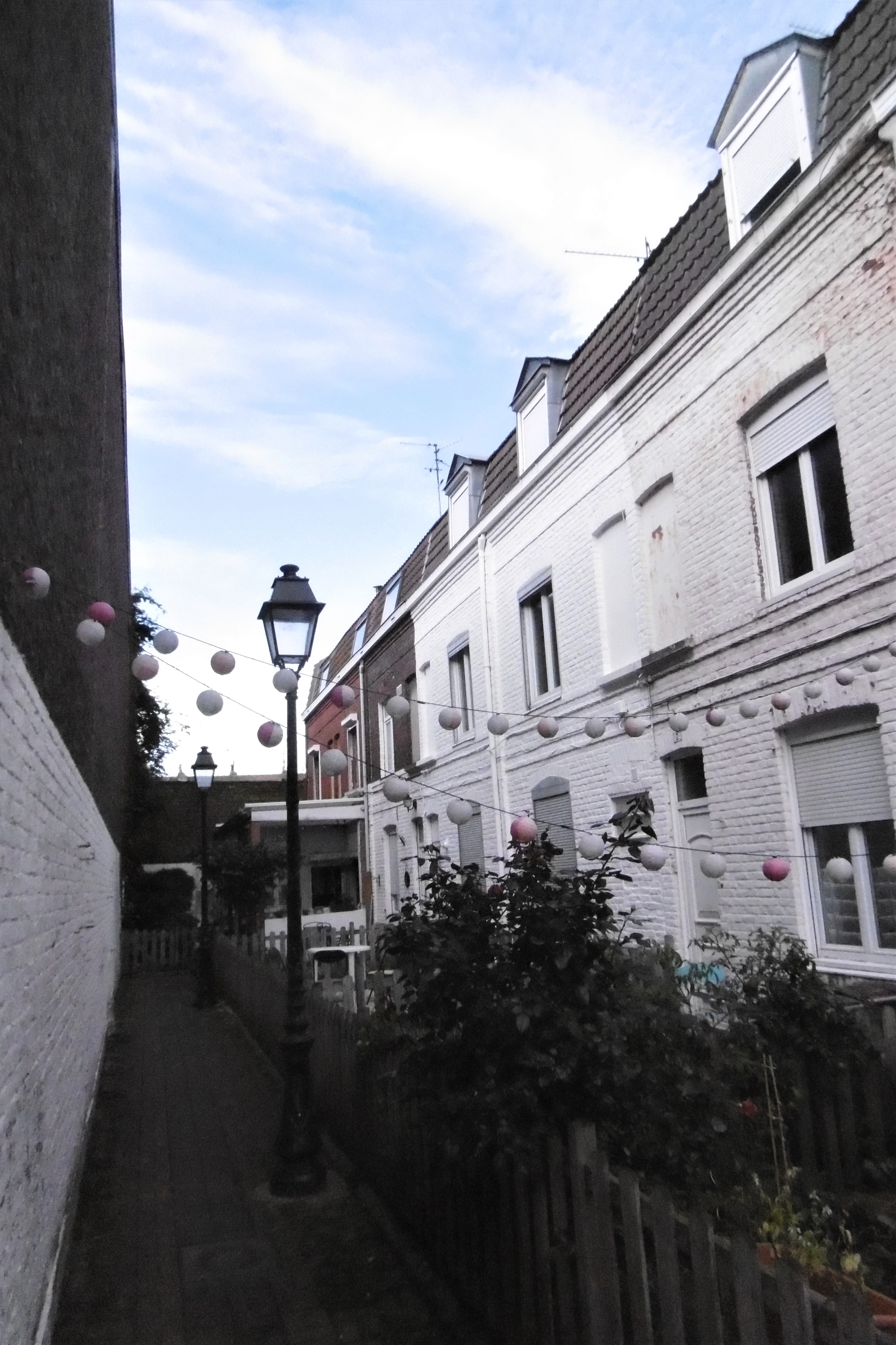
Cour Darras impasse Saint-Joseph